# مقاطعة بيرل (ميسيسيبي)
مقاطعة بيرل هي مقاطعة في مسيسيبي، بلغ عدد سكانها 55٬834  نسمة، في 2010، عاصمتها بوبلارفيل، تبلغ مساحتها 2٬121 كيلومتر مربع.

## الموقع
تشترك في الحدود مع:
- مقاطعة لامار (ميسيسيبي)
- مقاطعة سانت تاماني
- مقاطعة واشنطن
- مقاطعة ستون (ميسيسيبي)
- مقاطعة هانكوك (ميسيسيبي)
- مقاطعة فورست (ميسيسيبي)
- مقاطعة ماريون (ميسيسيبي).

## التقسيمات الإدارية
- بوبلارفيل.